# Lecane closterocerca
Lecane closterocerca är en hjuldjursart som först beskrevs av Schmarda 1859.  Lecane closterocerca ingår i släktet Lecane och familjen Lecanidae. Arten är reproducerande i Sverige. Inga underarter finns listade i Catalogue of Life.